# Regno di Rajarata
     Regno di Rajarata

Regno di RajarataSuddivisione amministrativa del regno

Il Regno di Rajarata fu un regno dello Sri Lanka, che governò a nord dell'attuale Sri Lanka dal V secolo a.C. al XIII secolo d.C.
Fu centrato intorno alle antiche città di Tambapanni, Upatissa Nuwara, Anurādhapura, Polonnaruwa.
Il Rajarata era sotto la diretta amministrazione del re. Le altre aree (Malaya rata, Ruhunu rata)  erano governate dai fratelli del re che erano chiamati Mapa e Epa.
La designazione geografica di Rajarata (Raja =re, rata = paese, o preferibilmente area, così: Area del re) è il nome dato alla regione dello Sri Lanka.